# Zbigniew Drela
Zbigniew Drela (ur. 25 stycznia 1931 w Kleczkowicach w powiecie kowelskim, zm. 21 czerwca 2015 w Lublinie) – polski nauczyciel, związkowiec, działacz Klubu Inteligencji Katolickiej, poseł na Sejm X kadencji (1989–1991).

## Życiorys
W 1960 ukończył studia na Katolickim Uniwersytecie Lubelskim. Pracę rozpoczął jako nauczyciel w szkole podstawowej. Od 1963 pracował jako specjalista w zakresie psychologii pracy w Olkuskiej Fabryce Naczyń Emaliowanych w Olkuszu. Był nauczycielem psychologii w Studium Nauczycielskim w Olkuszu oraz biegłym sądowym. W 1969 został członkiem Zjednoczonego Stronnictwa Ludowego, partię tę opuścił w 1986. W 1980 wstąpił do Niezależnego Samorządnego Związku Zawodowego „Solidarność”, był członkiem komisji zakładowej w Olkuskiej Fabryce Naczyń Emaliowanych i delegatem na walne Zebranie delegatów Regionu Śląsko-Dąbrowskiego związku. W 1981 współtworzył Klub Inteligencji Katolickiej w Olkuszu, pełniąc w latach 1984–1986 funkcję jego prezesa.
W 1989 został wybrany na posła na Sejm z okręgu jaworznickiego. W wyborach otrzymał 79 003 głosy (74,23%). Był członkiem Komisji Edukacji, Nauki i Postępu Technicznego oraz Obywatelskiego Klubu Parlamentarnego. W 1991 nie ubiegał się o reelekcję, przeszedł na emeryturę, osiedlając się w Lublinie.
W 2004 dołączył do władz Fundacji Pomocy Szkołom Polskim na Wschodzie im. Tadeusza Goniewicza.